# Zandbank

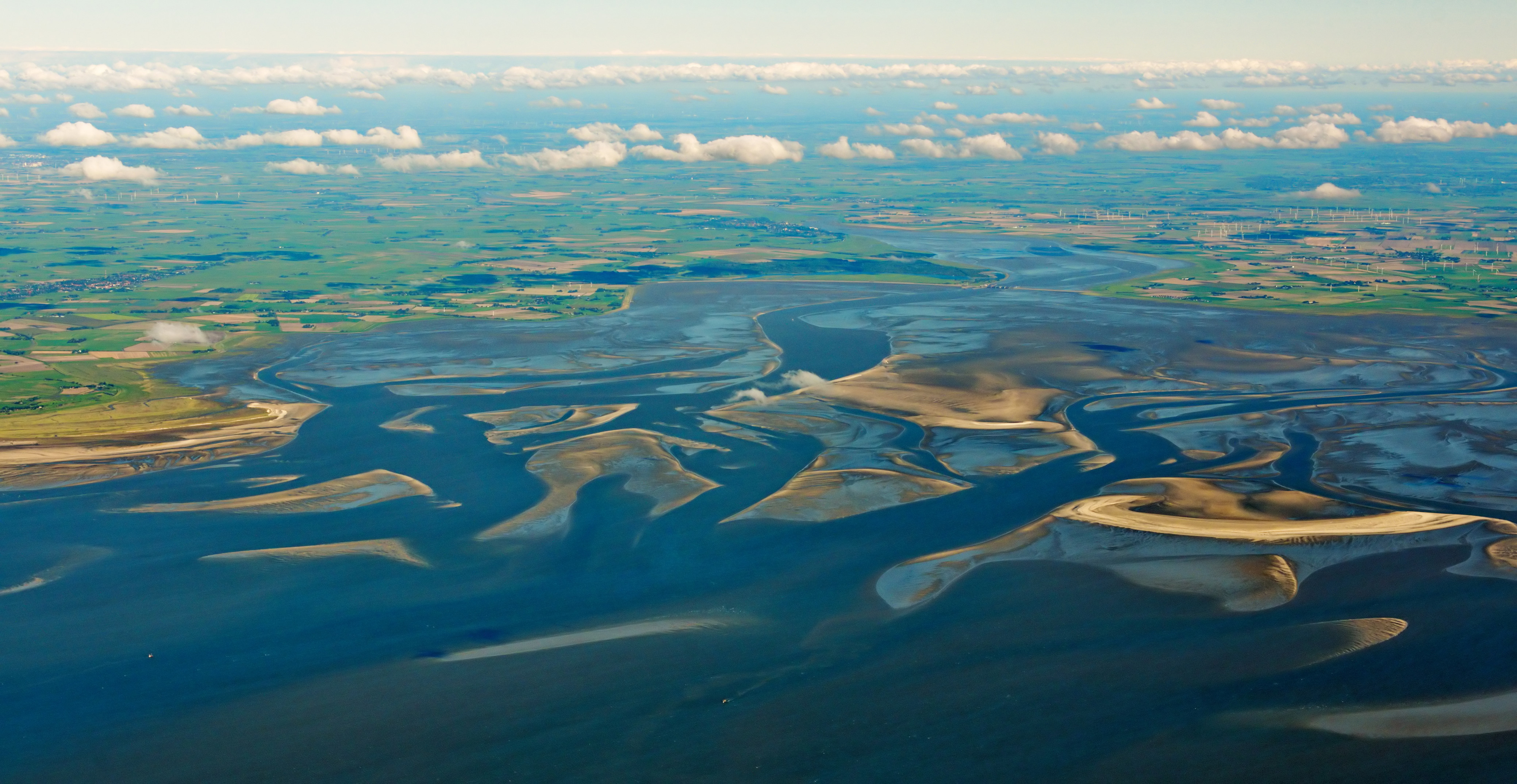
Zandbanken in de Noord-Friese Waddenzee (Duitsland)

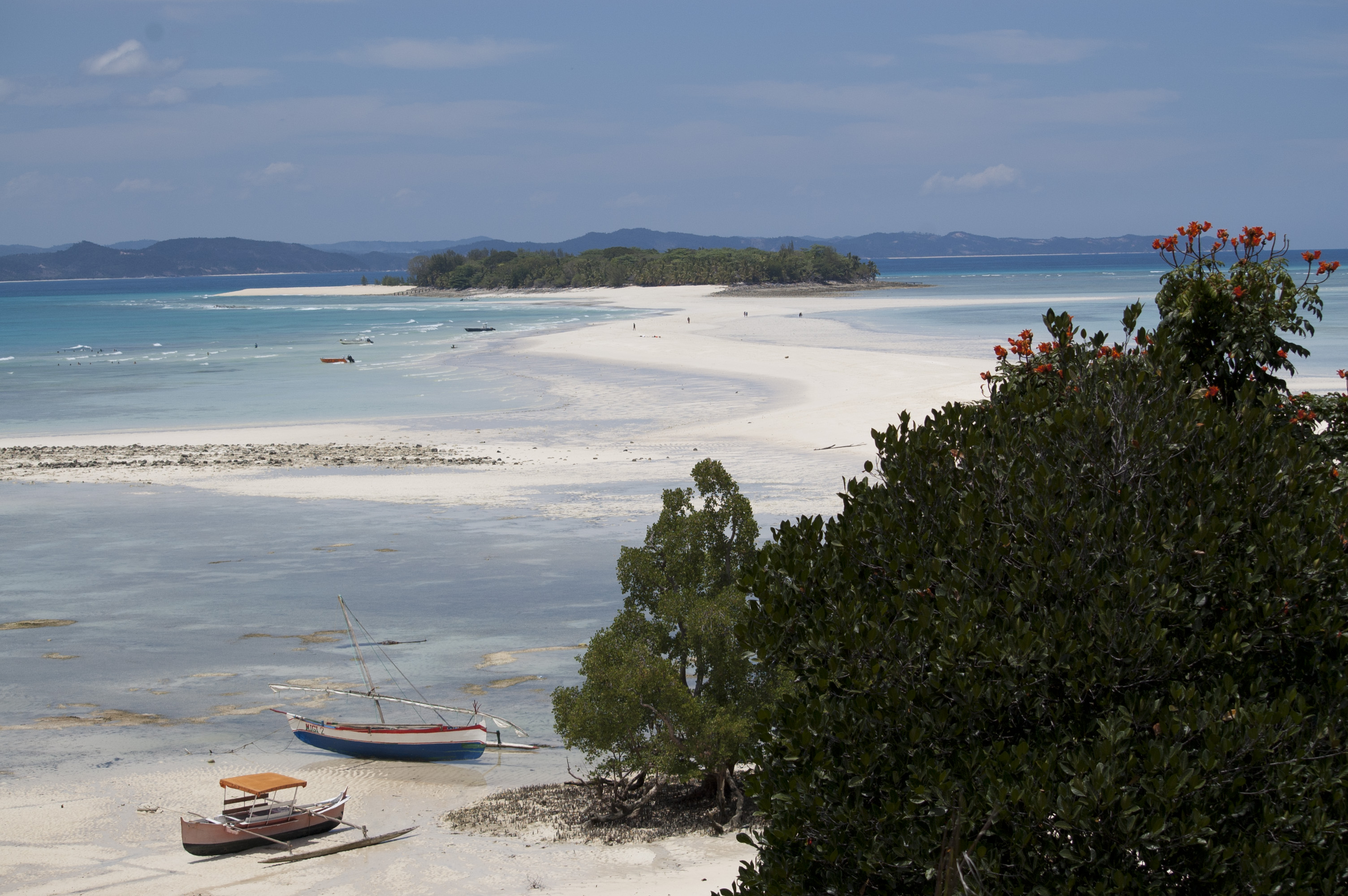
Zandbanken in Nosy Iranja (Madagaskar)

Een zandbank is een ophoping van zand op de bodem van een zee of meer. De zandophoping blijft meestal onder het wateroppervlak en is daarom bijzonder gevaarlijk voor de scheepvaart.
Een zandbank kan ontstaan door het storten van zand in zee (bijvoorbeeld van uitgebaggerde havengeulen) maar ontstaat meestal door natuurlijke stromingen. Als een zandbank ontstaat door de branding, wordt het een brandingsrug genoemd. Een brandingsrug kan zich zowel aan zeezijde als aan landzijde van de branding bevinden. Wanneer een brandingsrug zover aangroeit dat deze soms niet meer door de zee wordt overstroomd, wordt gesproken van een strandwal. De branding kan bodemdelen van de zeebodem loswoelen, die vervolgens weer worden afgezet op brandingsruggen aan weerszijden daarvan. Het gebied waaruit het bodemmateriaal is onttrokken, wordt een brandingstrog genoemd. De Thorntonbank is een voorbeeld van een zandbank voor de Belgisch/Nederlandse kust.

## Kustverdediging
Vaak liggen er evenwijdig aan de kust meerdere zandbanken voor de kust in zee. Deze zorgen voor een natuurlijke kustverdediging. De ruimten tussen deze evenwijdige zandbanken worden zwinnen genoemd. De golven breken op de zandbank, waardoor er witte schuimkoppen ontstaan.
Tussen de zandbanken liggen muien, diepere openingen tussen de zandbanken, waar het terugstromende water loopt. Deze zijn vanaf het strand te herkennen omdat de witte schuimkoppen van de golven daar niet meer bestaan.

## Eilanden
Ook de term zandplaat wordt gebruikt, met name in de Waddenzee.
Als de platen droogliggen kan er duinvorming plaatsvinden, waardoor ze steeds hoger worden. Sommige platen kunnen zo groeien dat ze alleen nog bij springvloed onder komen te staan of bij extreem hoogwater. Zo kunnen ze uitgroeien tot kleine eilanden. Voorbeelden daarvan zijn: Boschplaat, Rottumerplaat en Kachelotplate.